# ケータイ小説文庫
ケータイ小説文庫（ケータイしょうせつぶんこ）は、スターツ出版が刊行する文庫本レーベル。2009年4月25日創刊。
主に、携帯電話向け無料ウェブサイト提供スペース『野いちご』に投稿されたケータイ小説の中で特に人気が高い作品を再録・出版しているが、一部には、「カラダ探し」のように『E★エブリスタ』の作品を出版したり、2015年8月刊の「俺だけ見てろよ。～幼なじみに恋してる～」からは文庫書き下ろしの作品も発売されるようになった。
2023年10月刊の「魔王子さま、ご執心! 2nd season③ ～溺愛王子は彼女を一生離さない～」を最後に刊行が途絶えている。
ケータイ小説全体の文庫レーベルについて説明する記事ではない。

## レーベルの特徴
文庫内で背表紙が4種に色分けされており、それぞれ特色の異なる小説が刊行されている。
ピンクレーベル
キーワードは「ドキドキ・憧れ・恋」。恋愛系のケータイ小説を扱っている。創刊当初からある。
ブルーレーベル
キーワードは「切ない・青春・涙」。青春系のケータイ小説を扱っている。2011年11月に追加された。
パープルレーベル
キーワードは「運命・奇跡・ファンタジー」。ファンタジー系のケータイ小説を扱っている。2013年5月に追加された。
ブラックレーベル
キーワードは「絶叫・ホラー・戦慄」。ホラー系のケータイ小説を扱っている。2013年8月に追加された。

## 主な作品
- 狼彼氏×天然彼女
- 俺様王子と秘密の時間
- カラダ探し
- 君が落とした青空
- 交換ウソ日記
- 極上男子は、地味子を奪いたい。
- 地味子の秘密
- 総長さま、溺愛中につき。
- 天使がくれたもの（文庫版）
- 特等席はアナタの隣。
- 不機嫌でかつスイートなカラダ
- 魔王子さま、ご執心!
- 六花の翼

## カバーイラスト
創刊当初はタイトルを印象的に見せるデザインが多く、漫画のイラストを用いたデザインの作品は極一部だった。その傾向はしばらく維持されたが、写真や、表情は描かず服装などの容姿の特徴だけ描かれたものも増えた。その後、徐々に漫画系のイラストが起用されていき、特に新装版として刊行された作品はその傾向が高かった。また、新作でもレーベル後期の作品のカバーイラストは漫画系のイラストが全てとなり、以前の傾向のデザインは淘汰された。